# Jüdischer Friedhof (Recklinghausen)

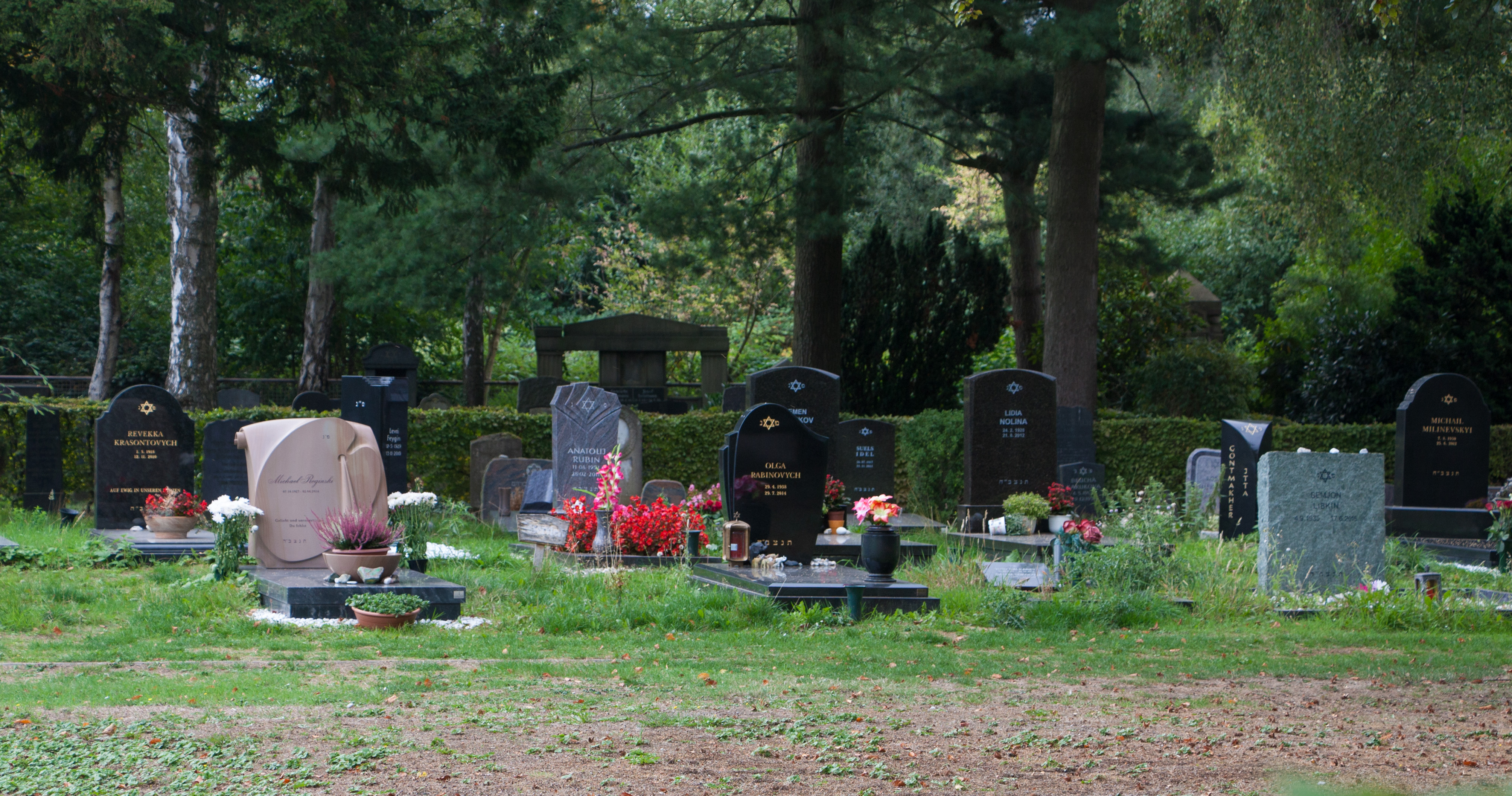
Jüdischer Friedhof am Nordcharweg (2018)

Der jüdische Friedhof Recklinghausen befindet sich in der Stadt Recklinghausen im gleichnamigen Kreis in Nordrhein-Westfalen. Als jüdischer Friedhof ist er ein Baudenkmal. Auf dem Friedhof am Nordcharweg befinden sich ca. 150 Grabsteine. Im südwestlichen Teil befinden sich 20 Grabstätten des alten Friedhofs.

## Geschichte
Der Friedhof wurde zunächst von 1904 bis 1941 belegt. Im Jahr 1927 wurde er erweitert. Während der NS-Zeit wurde der Begräbnisplatz wiederholt geschändet und beim Novemberpogrom 1938 völlig verwüstet. Im Jahr 1948 wurde er wieder hergerichtet. Seitdem wird er wieder belegt. Der Friedhof, nach jüdischer Tradition ein „Haus der Ewigkeit“, ist zugleich ein Ort der Erinnerung an den Patriotismus der jüdischen Bürgerschaft, an ihre Verfolgung 1933–45 und den Mut zur Neugründung einer Gemeinde nach der Zerschlagung der NS-Diktatur:
Eine 2,5 m hohe Gedenkanlage mit Davidstern und Eisernem Kreuz erinnert an 13 „fürs Vaterland gefallene Gemeindemitglieder“. Es war 1921 das erste in Recklinghausen errichtete Gedächtnismonument für Gefallene. Mehrere Gruften alteingesessener Familien wurden von Überlebenden des Rigaer Ghettos errichtet und erinnern zugleich an ihre ermordeten Familienmitglieder, so beispielsweise die Gräber der Familien Abrahamssohn, Aron/Saalberg oder de Vries/Markus. Auf Initiative des ersten Gemeindevorsteher Ludwig de Vries nach dem Krieg wurde 1948 ein Mahnmal errichtet: „Unseren ermordeten Brüdern und Schwestern zum ewigen Angedenken 1933 - 1945“ heißt es auf der Vorderseite. Die Rückseite enthält die Namen von 215 Opfern der Vorkriegsgemeinde Recklinghausen.

## Alter Friedhof
Der alte jüdische Friedhof Am Börster Weg / Ecke Börster Hegge wurde von 1823 bis 1903 belegt. Auf ihm befinden sich keine Grabsteine mehr. Dort ist heute ein Kinderspielplatz.
Geschichte: Anfang der 1930er Jahre erfolgte die Umbettung der 20 letzten Grabstätten mit den zugehörigen Grabsteinen zum neuen Friedhof am Nordcharweg. Im Jahr 1937 ging das alte Friedhofsgelände in den Besitz der Stadt Recklinghausen über.